# Brigitte Kaandorp
Brigitte Allegonda Maria Kaandorp (Haarlem, 10 maart 1962) is een Nederlandse cabaretière.

## Biografie
Kaandorp groeide op in Haarlem in een rooms-katholiek gezin, als derde van vier kinderen. Ze doorliep de lagere Sint Willibrordusschool in Haarlem, en ging daar vervolgens naar het Triniteitslyceum. Ze studeerde gedurende tweeënhalf jaar Nederlands aan de Universiteit van Amsterdam. In haar studietijd trad Kaandorp met zelfgeschreven nummers regelmatig op in cafés, jongerencentra en voor studenten. Een week nadat ze met haar studie gestopt was, won ze in 1983 het Camerettenfestival.

### Loopbaan, stijl en prijzen
De echte doorbraak kwam voor Kaandorp met de voorstelling Kouwe drukte, in 1990. In datzelfde najaar had ze, samen met Herman Finkers,  een hit getiteld Duet, een parodie op Together we're strong van Patrick Duffy en Mireille Mathieu. Kaandorp werkte in haar eerste shows nauw samen met haar oudste broer Peter, later nam Bert Klunder die rol over. Met Klunder stond ze in Miss Kaandorp - Brigitte de musical. Klunder regisseerde ook diverse shows van Kaandorp. Na zijn dood in 2006 kwam de regie van de shows in handen van Jessica Borst. Eh..., een solovoorstelling van Kaandorp, werd geregisseerd door Wimie Wilhelm. Wilhelm was ook de regisseur van Gedeelde smart, dat Kaandorp samen met Jenny Arean ten tonele bracht.
Kaandorp staat bekend om haar absurdistische stijl. Hierbij worden stunts afgewisseld met liedjes, vaak gezongen met overslaande stem.

### Persoonlijk
Kaandorp is getrouwd en heeft twee kinderen uit een eerdere relatie.

## Onderscheidingen

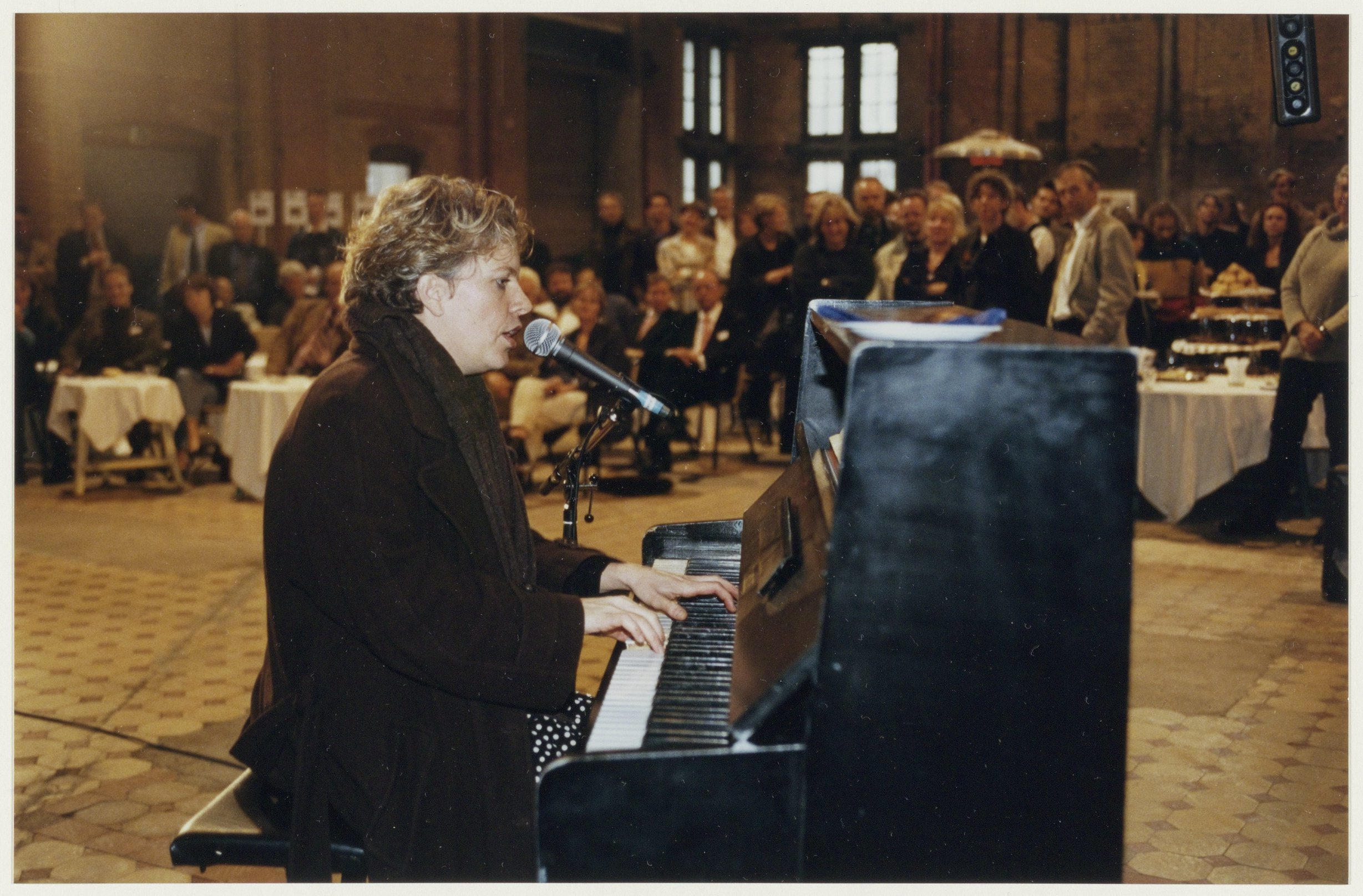
Brigitte Kaandorp treedt op 15 oktober 1997 op ter gelegenheid van het binnenhalen van overheidsgelden, in het voormalige ketelhuis van het EBH-complex in Haarlem.

Kaandorp won verschillende prijzen, waaronder de Gouden Harp (2006). Op 28 maart 2009 is zij benoemd tot Officier in de Orde van Oranje-Nassau. In Eh vertelt Kaandorp uitvoerig over een uitnodiging voor een Koninklijk staatsbanket in het Paleis op de Dam. In 2024 werd de Drs. P Trofee aan haar toegekend omdat zij 'met flair de vrijmoedig-anarchistische traditie van Drs. P vertegenwoordigt en uitdraagt'.

## Voorstellingen
- 1982: Brigitte Kaandorp 1
- 1985: Waar gaat zij helemaal alleen heen
- 1988: Laat mij maar even
- 1990: Kouwe drukte
- 1990: Brigitte Kaandorp 2
- 1992: Kunst
- 1995: Chez Marcanti Plaza
- 1997: ... En vliegwerk
- 1998: Miss Kaandorp, Brigitte de musical, CD opname
- 2000: Badwater
- 2003: Lustrum
- 2004-2006: 1000 & 1 dag
- 2007-2009: Zó
- 2011-2012: Cabaret voor beginners
- 2013: De Bonbonnière
- 2013: De Waddenzeetournee
- 2014-2015: Grande de Luxe (Extra Plus)
- 2016: Metropole volgens Kaandorp
- 2018: Wereldtournee
- 2018-2020: Eh...
- 2019: De week van Freek, met Freek de Jonge in Haarlem
- 2021-2022: Gedeelde smart, met Jenny Arean
- 2024: De Grote Adventshow, met Patrick Stoof

## Discografie

### Albums
- Waar gaat zij helemaal alleen heen (lp 1985, cd 1987)
- Brigitte Kaandorp (lp 1986)
- Laat mij maar even (1988)
- Kouwe drukte (1989)
- Brigitte Kaandorp (cd 1990: ander album dan de lp uit 1986)
- Brigitte Kaandorp 2 (cd 1990: kopie van de lp uit 1986)
- Kunst (1992)
- En vliegwerk (1997)
- Brigitte De Musical / Miss Kaandorp (1998)
- Cd-opname (1998, opnamesessies met publiek in het theater voor Kaandorp Zingt)
- Kaandorp Zingt (2000, compilatie met vele nummers van Cd-Opname)
- Chez Marcanti Plaza (2001)
- Theaterdoos (2001, 9-delige boxset met alle theatershows op cd, inclusief de liedjes-cd Kaandorp Zingt)
- Badwater (2002)
- Als de herfst je overvalt (2006)
- 1000 & 1 dag, de liedjes (2006)
- Zó (2010)
- Thuis (2015)

### Dvd
- Ik ben een vakvrouw (2008, 9-delige boxset met alle voorstellingen op dvd)
- Zó (2010)

### Blu-Ray
- Zó (2010)

## Hitnoteringen

### Albums
| Album met eventuele hitnotering(en) in de Nederlandse Album Top 100 | Datum van verschijnen | Datum van binnenkomst | Hoogste positie | Aantal weken | Opmerkingen |
| ------------------------------------------------------------------- | --------------------- | --------------------- | --------------- | ------------ | ----------- |
| Brigitte Kaandorp 1                                                 | 1986                  | 14-02-1987            | 63              | 2            |             |
| Brigitte Kaandorp 2                                                 | 1990                  | 29-09-1990            | 30              | 9            |             |
| Kaandorp zingt                                                      | 2000                  | 02-09-2000            | 32              | 6            |             |
| Als de herfst je overvalt                                           | 2006                  | 18-02-2006            | 49              | 3            |             |
| Thuis                                                               | 2015                  | 12-12-2015            | 44              | 2            |             |

### Singles
| Single met eventuele hitnotering(en) in de Nederlandse Top 40 | Datum van verschijnen | Datum van binnenkomst | Hoogste positie | Aantal weken | Opmerkingen                                          |
| ------------------------------------------------------------- | --------------------- | --------------------- | --------------- | ------------ | ---------------------------------------------------- |
| Duet                                                          | 1990                  | 20-10-1990            | 8               | 7            | met Herman Finkers / Nr. 2 in de Nationale Hitparade |

### NPO Radio 2 Top 2000
| Nummer met noteringen in de NPO Radio 2 Top 2000 | '99 | '00-'01 | '02 | '03 | '04 | '05 | '06 | '07 | '08 | '09  | '10  | '11  | '12  | '13  |
| ------------------------------------------------ | --- | ------- | --- | --- | --- | --- | --- | --- | --- | ---- | ---- | ---- | ---- | ---- |
| Duet (met Herman Finkers)                        | 914 | -       | 685 | 601 | 785 | 793 | 658 | 735 | 706 | 1464 | 1779 | 1377 | 1739 | 1765 |

1. ↑  Een '-' betekent dat het nummer niet was genoteerd en een vetgedrukt getal geeft de hoogste notering aan.
2. ↑  Deze tabel is bijgewerkt tot en met de laatste editie (2024).

## Instrumenten
Kaandorp zingt en begeleidt zichzelf op verschillende muziekinstrumenten, met name de piano, het accordeon en de ukelele.

## Filmografie
- Babs (2000)
- Thuis voor de Buis (2014, voice-over)
- Max & Moritz (2020, voice-over Frau Schmetterling)
- Opa Cor (2024), als Trees

## Boek
In 2012 verscheen het boek Dit is een meezinger : groot lees- en liedboek, met daarin onder andere een aantal van haar liedteksten, met bijbehorende bladmuziek.